# Bolitophila caspersi
Bolitophila caspersi är en tvåvingeart som beskrevs av Eberhard Plassmann 1987. Bolitophila caspersi ingår i släktet Bolitophila och familjen smalbensmyggor.
Artens utbredningsområde är Sverige. Arten är reproducerande i Sverige. Inga underarter finns listade i Catalogue of Life.